# Sydafrika i olympiska sommarspelen 1912
Sydafrika deltog med 21 deltagare vid de olympiska sommarspelen 1912 i Stockholm. Totalt vann de fyra guldmedaljer och två silvermedaljer.

## Medaljer

### Guld
- Rudolph Lewis - Cykling, tempolopp.
- Ken McArthur - Friidrott, maraton.
- Charles Winslow - Tennis.
- Charles Winslow och Harold Kitson - Tennis.

### Silver
- Christian Gitsham - Friidrott, maraton.
- Harold Kitson - Tennis.